# یواس‌اس لس‌آنجلس (سی‌ای-۱۳۵)
یواس‌اس لس‌آنجلس (سی‌ای-۱۳۵) (به انگلیسی: USS Los Angeles (CA-135)) یک کشتی بود که طول آن ۶۷۴ فوت ۱۱ اینچ (۲۰۵٫۷۱ متر) بود. این کشتی در سال ۱۹۴۴ ساخته شد.